# 1678 w polityce

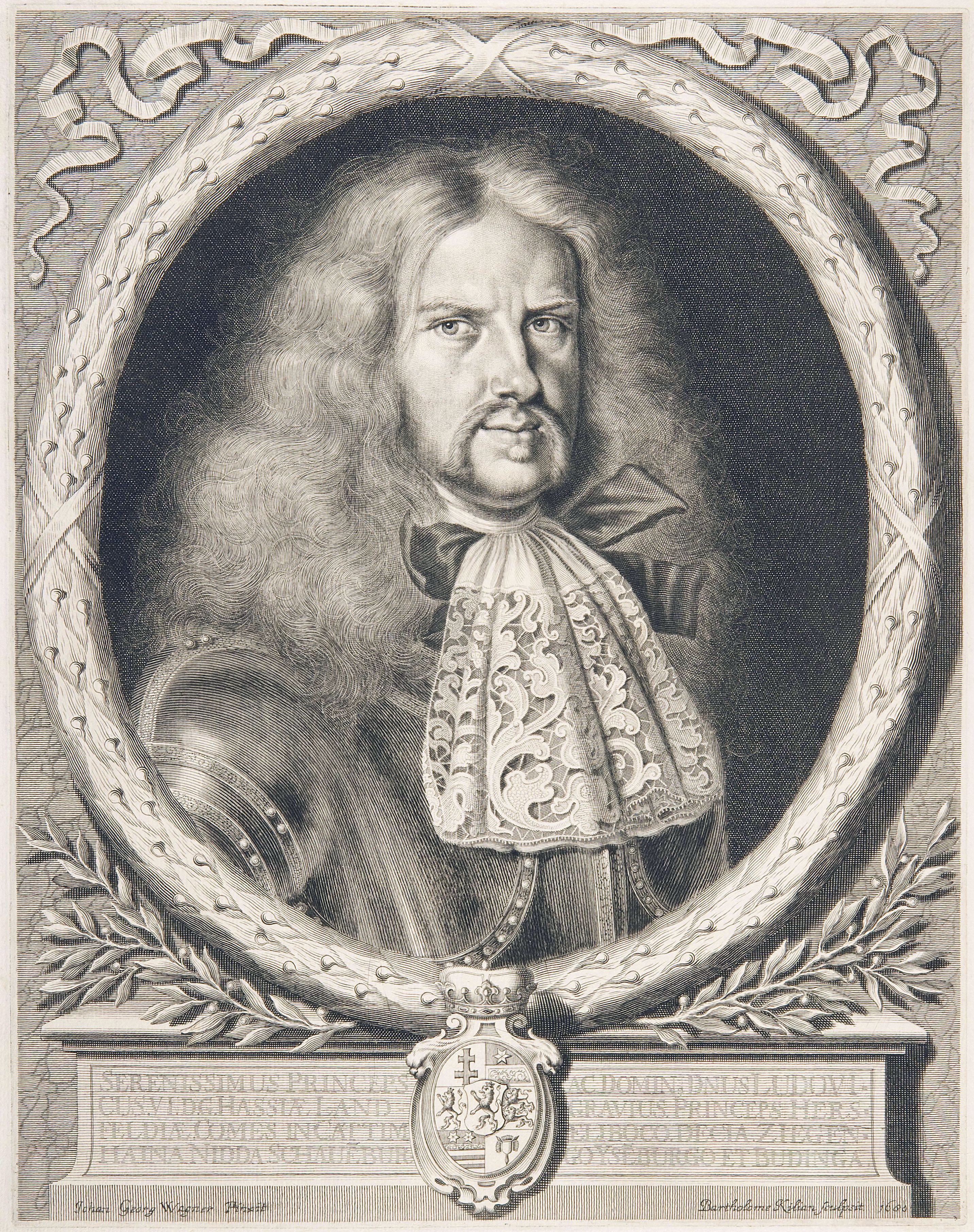
Ludwik VI

Wydarzenia polityczne w 1678 roku.

## Urodzili się
- 26 lipca — Józef I Habsburg, cesarz[1].

## Zmarli
- 24 kwietnia — Ludwik VI, landgraf Hesji-Darmstadt[2].
- 16 sierpnia Andrew Marvell, angielski poeta i polityk, parlamentarzysta[3].